# Amore & Vita-Prodir
A Amore & Vita-Prodir (código UCI: AMO) é uma equipa ciclista profissional de categoria Continental e licença letona, ainda que a sua estrutura é italiana.

## História
Ivano Fanini fundador da equipa, junto com seu pai e irmãos já tinham criado equipas juvenis e amadoras anteriormente ainda que a equipa nasceu em 1984 baixo o nome Grupo Sportivo Fanini.
Ao longo da sua história tem em torno das 3.000 vitórias em todas as categorias, incluindo 12 Campeonatos do Mundo e 50 títulos nacionais (entre Itália e outros países). Campeões como Franco Chioccioli, Pierino Gavazzi, Gianbattista Baronchelli, Mario Cipollini, Michele Bartoli, Andrea Tafi e Rolf Sorensen foram descobertos por Ivano Fanini.

### Criação do nome Amore & Vita
Ivano Fanini, esteve unido à Santa Sede e ao Papa João Paulo II e durante a apresentação e bênção da equipa na Cidade do Vaticano pelo próprio Papa em 1989, decidiu fazer conhecer o seu pensamento com respeito ao aborto.
Para levar o seu depoimento a favor da vida, fez escrever nos maillots dos seus corredores o lema "NÃO AO ABORTO", sabendo que lhe ia dar muitos problemas. De facto, desde a primeira carreira da equipa Fanini esteve baixo o fogo das feministas. Fanini não se deu por vencido e em 1990 chamou à sua equipa "Amore & Vita" (Amor e Vida).
A intenção de Fanini foi dar uma mensagem de solidariedade que reúne a todas as pessoas de todas as culturas e crenças, difundindo os valores através do ciclismo.

### Licenças
A equipa tem sido registada em diversos países. A luta de Fanini contra a dopagem levou-o a denunciar a um dirigente da Federação Ciclista Italiana, facto que terminou na desafiliação da equipa da FCI.
A sua aproximação ao Papa João Paulo II e à Federação Polaca facilitou-lhe o caminho para registar a equipa na Polónia, além de começar a apostar a jovens polacos no elenco.

### Ciclistas destacados
A equipa conseguiu lançar a ciclistas da formação de Kjell Carlstrom, Przemysław Niemiec, Jonas Ljungblad e Aleksandr Kuschynski, ciclistas que estavam em ascensão e depois passaram a outras formações.

## Corredor melhor classificado nas Grandes Voltas
| Ano  | Giro d'Italia            | Tour de France | Volta a Espanha    |
| ---- | ------------------------ | -------------- | ------------------ |
| 1989 | -                        | -              | -                  |
| 1990 | 32.º Andrea Chiurato     | -              | -                  |
| 1991 | 22.º Stefano della Santa | -              | -                  |
| 1992 | 117.º Fabrizio Convalle  | -              | -                  |
| 1993 | 96.º Giuseppe Calcaterra | -              | -                  |
| 1994 | 37.º Rodolfo Massi       | -              | 55.º Rodolfo Massi |
| 1995 | 23.º Michel Lafis        | -              | -                  |
| 1996 | 27.º Nicolaj Bo Larsen   | -              | -                  |
| 1997 | 21.º Riccardo Forconi    | -              | -                  |
| 1998 | 63.º Federico Profeti    | -              | -                  |
| 1999 | -                        | -              | -                  |
| 2000 | -                        | -              | -                  |
| 2001 | -                        | -              | -                  |
| 2002 | -                        | -              | -                  |
| 2003 | -                        | -              | -                  |
| 2004 | -                        | -              | -                  |
| 2005 | -                        | -              | -                  |
| 2006 | -                        | -              | -                  |
| 2007 | -                        | -              | -                  |
| 2008 | -                        | -              | -                  |
| 2009 | -                        | -              | -                  |
| 2010 | -                        | -              | -                  |
| 2011 | -                        | -              | -                  |
| 2012 | -                        | -              | -                  |
| 2013 | -                        | -              | -                  |
| 2014 | -                        | -              | -                  |
| 2015 | -                        | -              | -                  |
| 2016 | -                        | -              | -                  |
| 2017 | -                        | -              | -                  |
| 2018 | -                        | -              | -                  |
| 2019 | -                        | -              | -                  |

## Sede
A sede da equipa encontra-se em Lucca (Itália) (Via Pesciatina, 352, Lunata).

## Material ciclista
A equipa utiliza bicicletas Fuji.

## Classificações UCI
A partir de 2005 a UCI instaurou os Circuitos Continentais da UCI, onde a equipa está desde que se criou dita categoria. Tem participado em carreiras de diferentes circuitos, com o qual tem estado nas classificações do UCI Europe Tour Ranking, UCI America Tour Ranking, UCI Asia Tour Ranking e UCI Africa Tour Ranking. As classificações da equipa e do seu ciclista mais destacado são as seguintes:

### UCI Africa Tour
| Temporada | Classificação por equipas | Melhor corredor  | Posição |
| 2006-2007 | 6º                        | Alexey Bauer     | 36º     |
| 2007-2008 | 11º                       | Sławomir Kohut   | 50º     |
| 2010-2011 | 6º                        | Volodymyr Bileka | 34º     |
| 2016      | 18º                       | Eugenio Bani     | 124º    |
| 2017      | 14º                       | Pierpaolo Ficara | 57º     |

### UCI America Tour
| Temporada | Classificação por equipas | Melhor corredor    | Posição |
| 2005      | 23º                       | Domenico Passuello | 238º    |
| 2005-2006 | -                         | -                  | -       |
| 2006-2007 | -                         | -                  | -       |
| 2007-2008 | 16º                       | Yuriy Metlushenko  | 23º     |
| 2008-2009 | 10º                       | Volodymir Starchyk | 47º     |
| 2009-2010 | 18º                       | Bernardo Cólex     | 143º    |
| 2010-2011 | 18º                       | Bernardo Cólex     | 39º     |
| 2013-2014 | 34º                       | Uri Martins        | 242º    |
| 2015      | 29º                       | Uri Martins        | 133º    |
| 2016      | 28º                       | Redi Halilaj       | 205º    |
| 2017      | 40º                       | Pierpaolo Ficara   | 170º    |
| 2018      | 37º                       | Davide Gabburo     | 334º    |

### UCI Asia Tour
| Temporada | Classificação por equipas | Melhor corredor   | Posição |
| 2007-2008 | 46º                       | Shaun Davel       | 176º    |
| 2008-2009 | 26º                       | Yuriy Metlushenko | 57º     |
| 2009-2010 | 17º                       | Yuriy Metlushenko | 24º     |
| 2010-2011 | 19º                       | Yuriy Metlushenko | 26º     |
| 2011-2012 | 40º                       | Maksym Averin     | 112º    |
| 2012-2013 | 45º                       | Hossein Alizadeh  | 82º     |
| 2013-2014 | 24º                       | Mattia Gavazzi    | 26º     |
| 2015      | 10º                       | Mattia Gavazzi    | 5º      |
| 2016      | 49º                       | Paolo Lunardon    | 117º    |
| 2017      | 61º                       | Marlen Zmorka     | 120º    |
| 2018      | 28º                       | Pierpaolo Ficara  | 122º    |

### UCI Europe Tour
| Temporada | Classificação por equipas | Melhor corredor    | Posição |
| 2005      | 27º                       | Jonas Ljungblad    | 34º     |
| 2005-2006 | 44º                       | Dainius Kairelis   | 178º    |
| 2006-2007 | 76º                       | Dainius Kairelis   | 150º    |
| 2007-2008 | 79º                       | Vladislav Borisov  | 496º    |
| 2008-2009 | 53º                       | Volodymyr Starchyk | 51º     |
| 2009-2010 | 68º                       | Vladislav Borisov  | 201º    |
| 2010-2011 | 92º                       | Niv Libner         | 372º    |
| 2011-2012 | 109º                      | Jarosław Dąbrowski | 730º    |
| 2012-2013 | 106º                      | Mihkel Räim        | 525º    |
| 2013-2014 | 106º                      | Mattia Gavazzi     | 569º    |
| 2015      | 94º                       | Mattia Gavazzi     | 329º    |
| 2016      | 61º                       | Marco Zamparella   | 429º    |
| 2017      | 59º                       | Marco Zamparella   | 332º    |
| 2018      | 68º                       | Iltjan Nika        | 637º    |
| 2019      | 35º                       | Marco Tizza        | 269º    |

### UCI Oceania Tour
| Temporada | Classificação por equipas | Melhor corredor  | Posição |
| 2005-2006 | 16º                       | Dainius Kairelis | 35º     |

## Palmarés
Para anos anteriores veja-se: Palmarés da Amore & Vita-Prodir.

### Palmarés 2020

#### Circuitos Continentais da UCI
| Datas | Circuito | Carreiras | Ganhador |

## Elenco
Para anos anteriores, veja-se Elencos da Amore & Vita-Prodir

### Elenco de 2020
| Nome                | Nascimento | Nacionalidade | Equipa de 2019           |
| Davide Appollonio   | 02/06/1989 | Itália        | Amore & Vita-Prodir      |
| Māris Bogdanovičs   | 19/11/1991 | Letônia       | Interpro Cycling Academy |
| Yukinori Hishinuma  | 05/03/1992 | Japão         | Amore & Vita-Prodir      |
| Vitālijs Korņilovs  | 17/07/1979 | Letônia       | Amore & Vita-Prodir      |
| Viesturs Lukševics  | 16/04/1987 | Letônia       | Amore & Vita-Prodir      |
| Riccardo Marchesini | 05/11/1993 | Itália        | Neoprofissional          |
| Kristaps Pelčers    | 18/11/1999 | Letônia       | Amore & Vita-Prodir      |
| Kaspars Sergis      | 12/06/1992 | Letônia       | Amore & Vita-Prodir      |
| Marco Tizza         | 06/02/1992 | Itália        | Amore & Vita-Prodir      |
| Antonio Zullo       | 31/08/1993 | Itália        | Amore & Vita-Prodir      |